# 観音台 (つくば市)

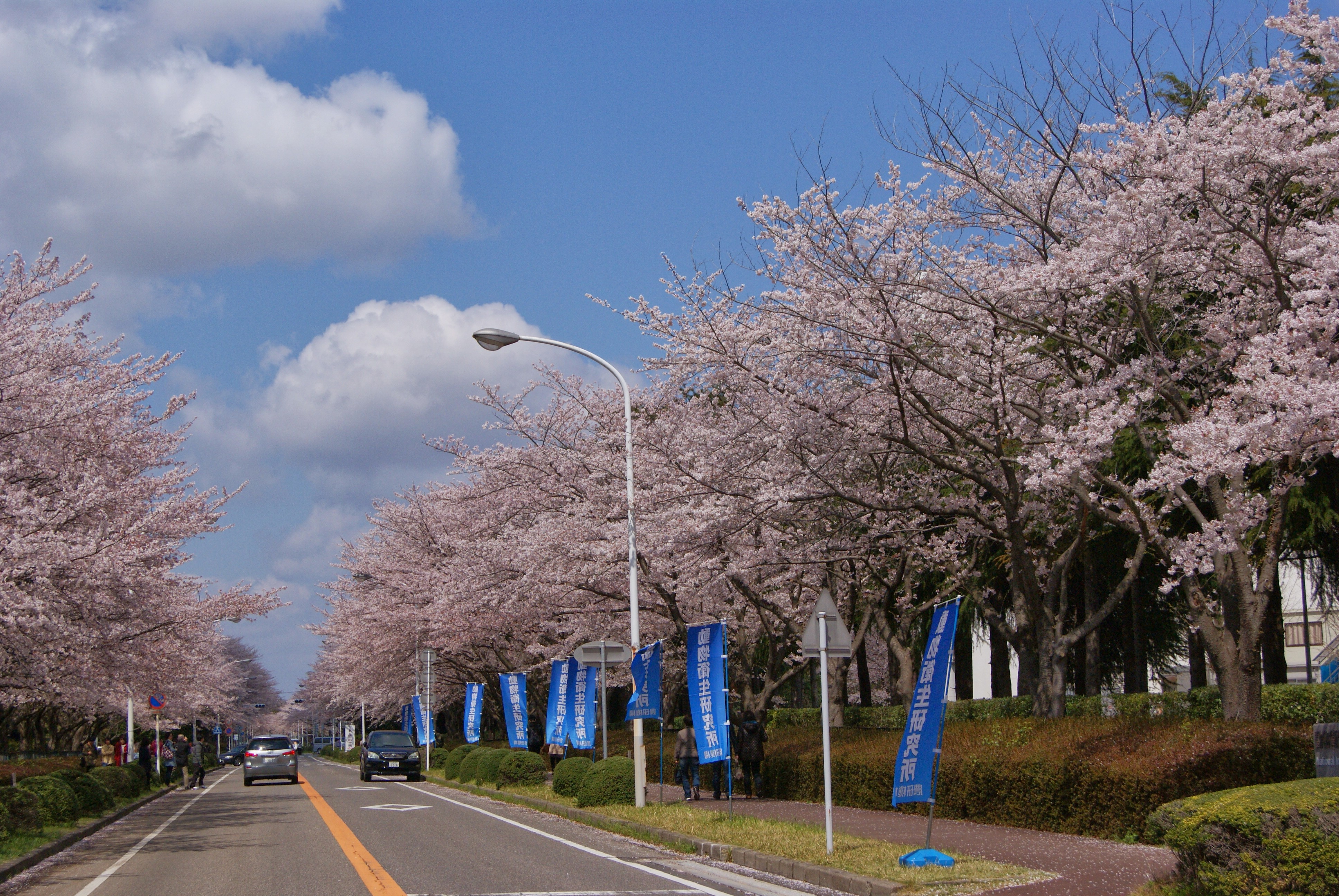
農林さくら通りの桜並木

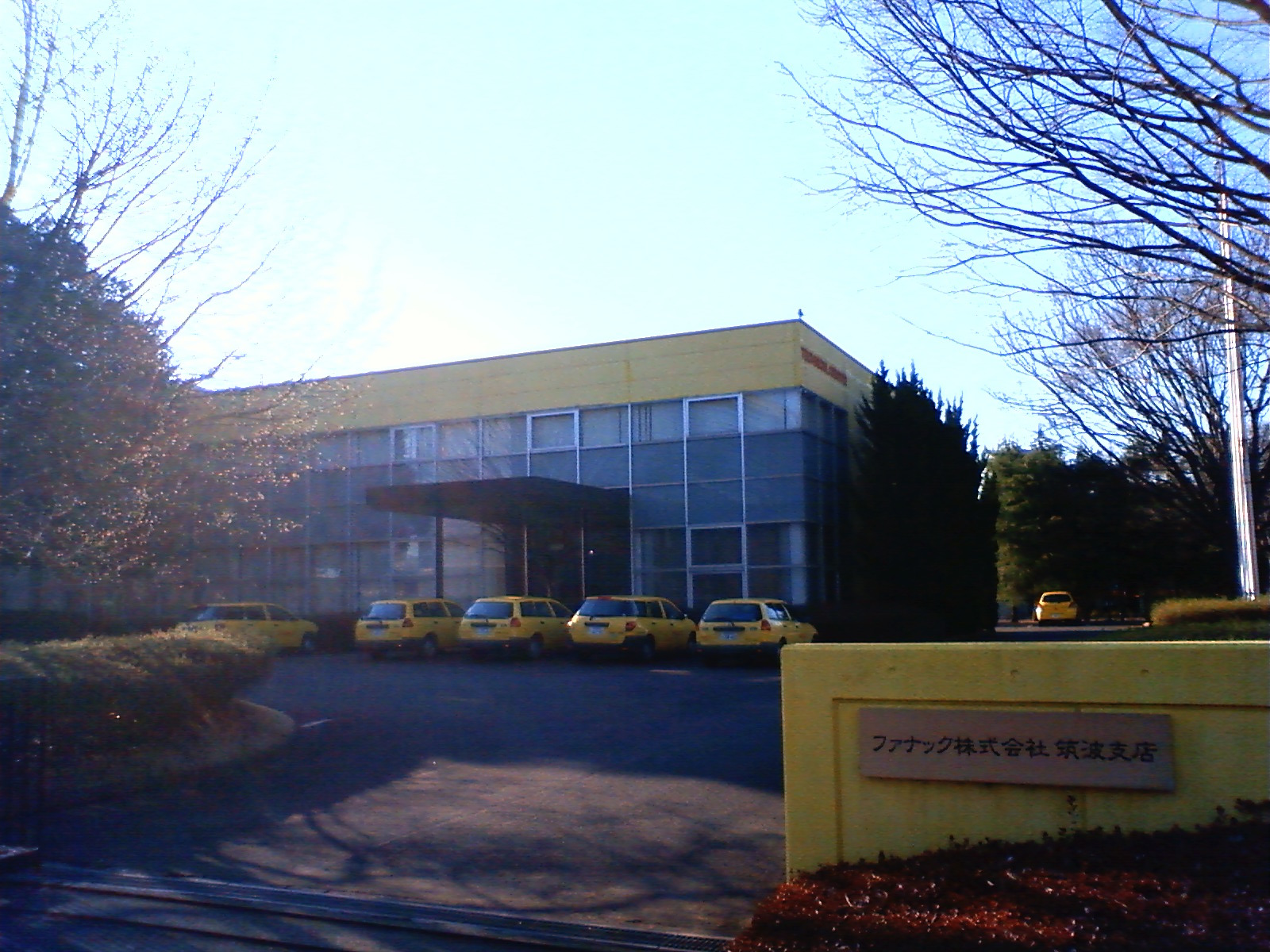
ファナック筑波支店（観音台一丁目）

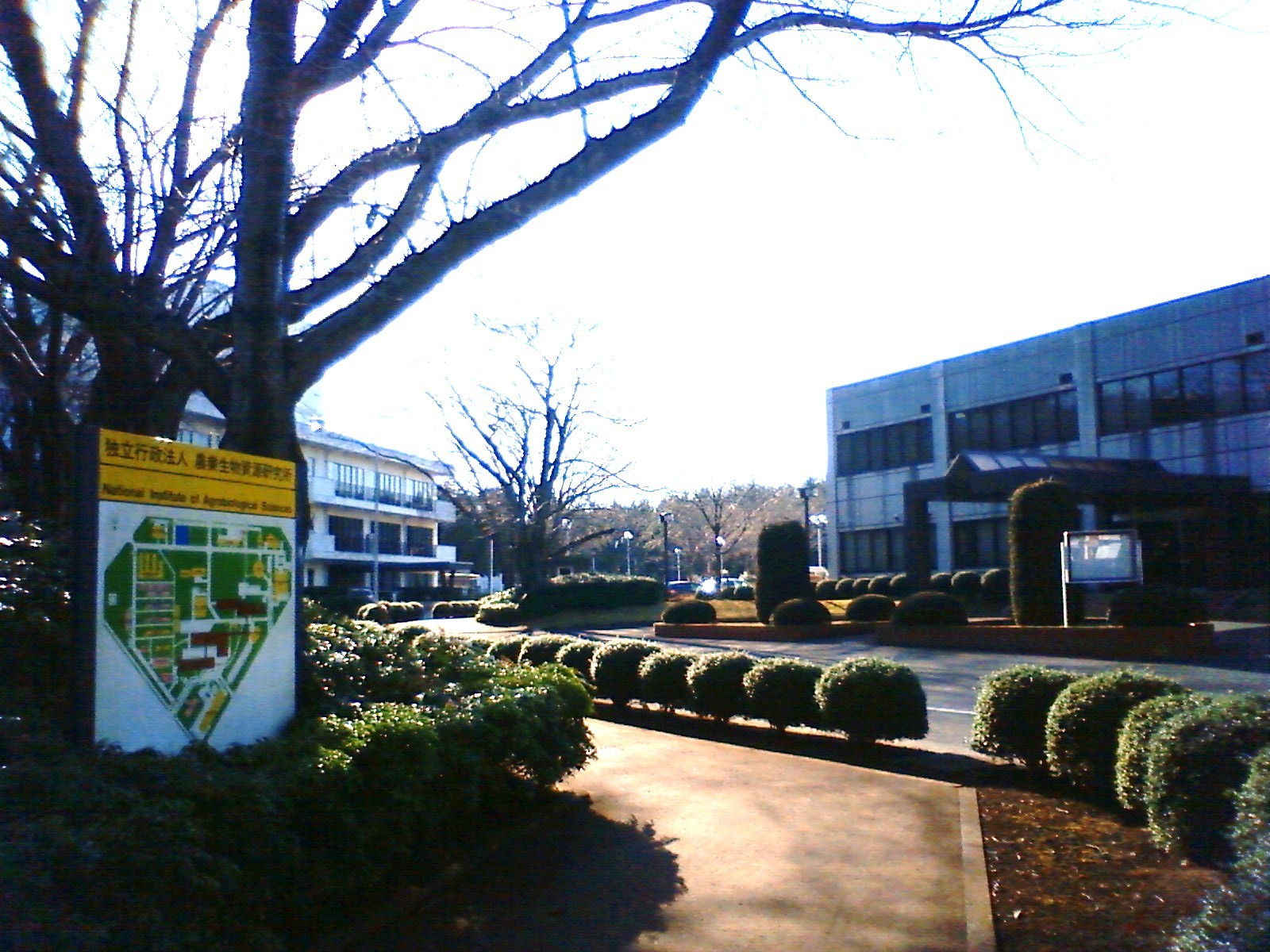
農業生物資源研究所（観音台二丁目）

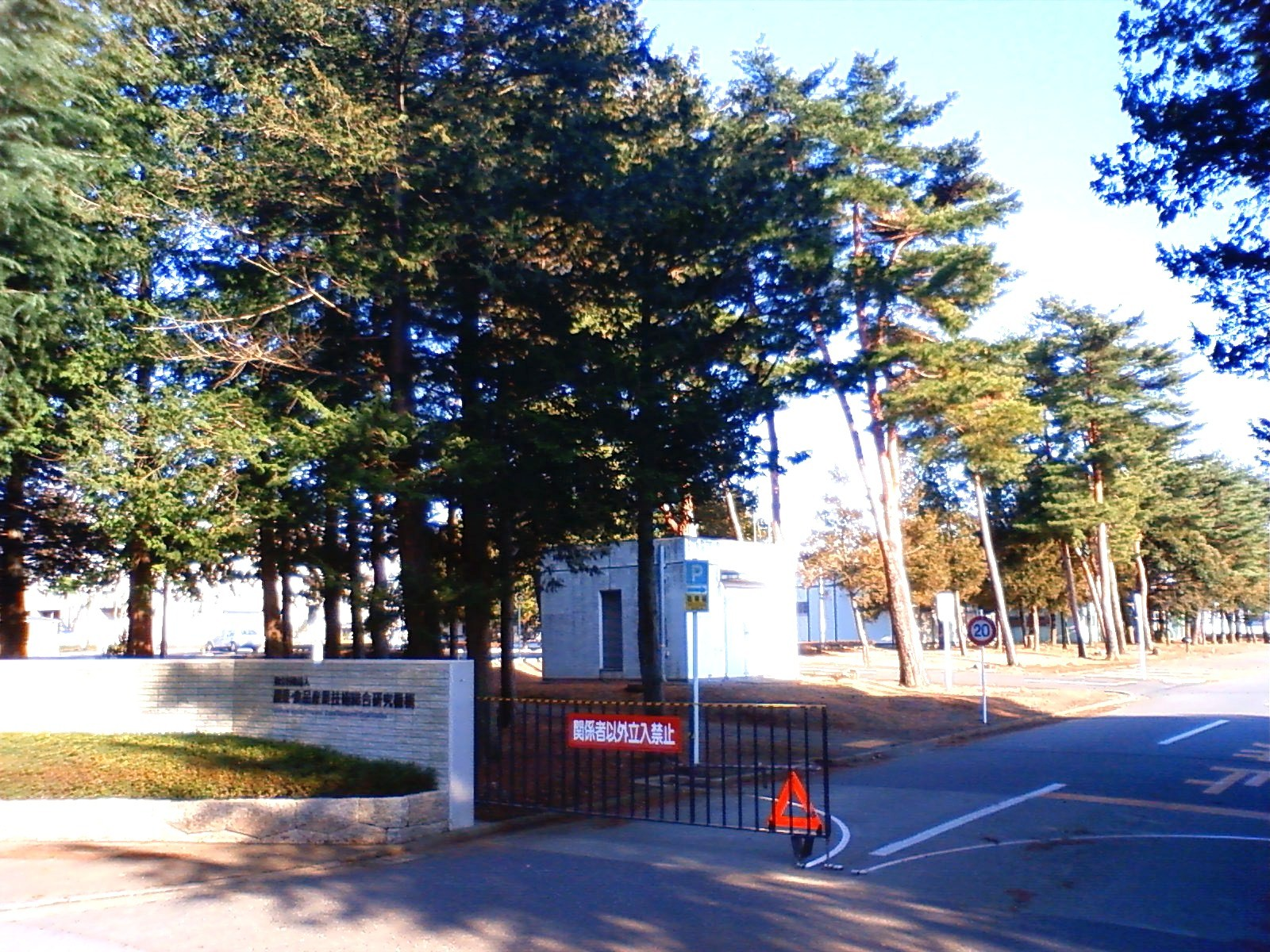
農業・食品産業技術総合研究機構（観音台三丁目）

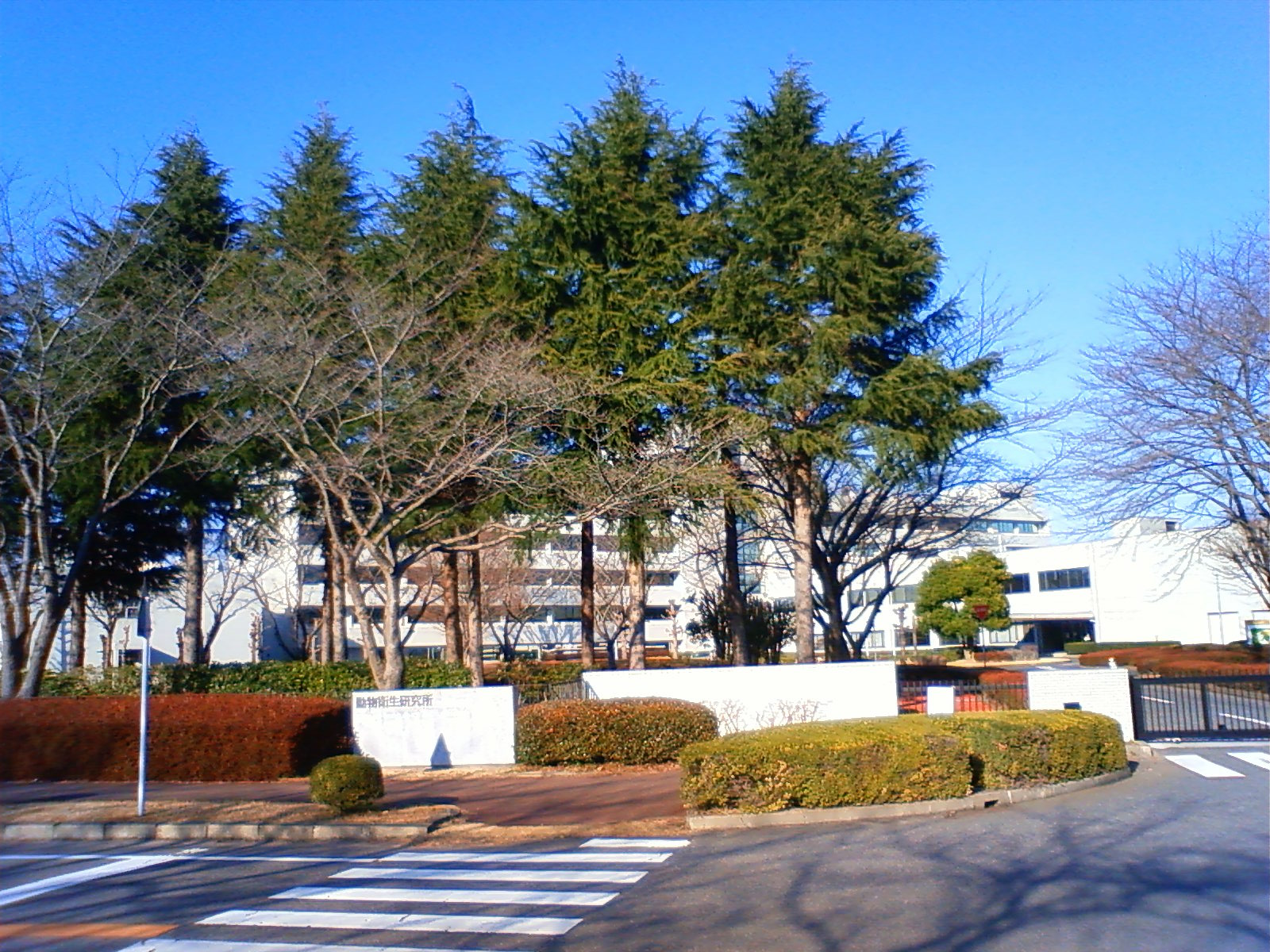
動物衛生研究所（観音台三丁目）

観音台（かんのんだい）は、茨城県つくば市にある町名。観音台一丁目から観音台三丁目まである。郵便番号は305-0856。2012年4月1日現在の「行政区別人口統計表」による人口は1,936人。
観音台を通る農林さくら通り沿いには約500本のサクラの木が林立し、開花時期にはつくば農林研究団地の研究圃場に植えられた菜の花も咲き、周囲はピンクと黄色に染まる。

## 地理
つくば市の南部に位置し、筑波研究学園都市研究学園地区に属する。地域内には農研機構等の施設がある。桜並木があり、つくば市随一の桜の名所とされる。
一丁目の一部は｢つくばリサーチパーク羽成｣であり、住宅地、消防署のほか、古河機械金属、上野製薬等の電子応用機器、化学工業、薬品、電子工学、新薬、バイオなどの研究施設がある。二丁目ならびに三丁目には農林水産省農林水産技術会議事務局筑波産学連携支援センター、農研機構などがある。
東は北中妻・南中妻、西は羽成（はなれ）・谷田部、南は高野台・若葉・若栗、北は今泉・上横場と接している。

### 地価
住宅地の地価は、2014年（平成26年）1月1日の公示地価によれば、観音台1丁目34番19の地点で3万6300円/m2となっている。

## 歴史
現在の観音台（隣接する若葉を含む）は、全域が谷田部海軍航空隊の飛行場跡地である。1932年（昭和7年）に飛行場が完成した。谷田部海軍航空隊は1939年（昭和14年）12月1日に霞ヶ浦海軍航空隊谷田部分遣隊から独立した隊となり、陸上機操縦教育を行っていた。観音台は芝張りの飛行場であった。
第二次世界大戦後まもなくは、飛行場は荒地のままだったが、その後農地に転換され、さらに研究所や住宅地に変わった。1968年（昭和43年）に研究所要地として土地が買収され、対象地に住んでいた住民は上横場へ移転した。1975年（昭和50年）に農林水産技術会議事務局、1976年（昭和51年）に農研機構（旧農業土木試験場、旧食品総合研究所、旧植物ウイルス研究所）、1978年（昭和53年）に農研機構（旧農業技術研究所）、1979年（昭和54年）に農研機構（旧家畜衛生試験場、旧農事試験場畑作研究センター）が進出した。また、これらの研究機関の移転に合わせ、サクラの木が植樹された。

### 沿革
- 1977年（昭和52年） - 観音台が成立[2]。
- 1980年（昭和55年） - 周辺地区を編入[2]。

### 町名の変遷
| 実施後       | 実施年月日         | 実施前（各大字名ともその一部）                           |
| ------------ | ------------------ | -------------------------------------------------------- |
| 観音台一丁目 | 1977年（昭和52年） | 筑波郡谷田部町羽成・谷田部、稲敷郡茎崎村若栗             |
| 観音台一丁目 | 1980年（昭和55年） | 筑波郡谷田部町今泉・羽成・谷田部                         |
| 観音台二丁目 | 1977年（昭和52年） | 筑波郡谷田部町今泉・榎戸・上横場・北中妻・羽成           |
| 観音台二丁目 | 1980年（昭和55年） | 筑波郡谷田部町今泉・羽成・谷田部                         |
| 観音台三丁目 | 1977年（昭和52年） | 筑波郡谷田部町今泉・上横場・北中妻・羽成・南中妻・谷田部 |
| 観音台三丁目 | 1980年（昭和55年） | 筑波郡谷田部町羽成、稲敷郡茎崎村若栗                     |

## 世帯数と人口
2017年（平成29年）8月1日現在の世帯数と人口は以下の通りである。
| 丁目        | 世帯数    | 人口    |
| ----------- | --------- | ------- |
| 観音台1丁目 | 1,101世帯 | 2,199人 |
| 観音台2丁目 | 41世帯    | 49人    |
| 計          | 1,142世帯 | 2,248人 |

## 小・中学校の学区
市立小・中学校に通う場合、観音台全域が谷田部小学校、谷田部中学校となる。

## 交通
路線バス
農林団地中央バス停　
- ■ 関東鉄道バス 4S系統 生物研大わし
- ■ 関東鉄道バス 41・42・42A・47系統 牛久駅
- ■ 関東鉄道バス 41系統 つくばセンター
- ■ 関東鉄道バス 42・42A系統 筑波大学病院
- ■ 関東鉄道バス 47系統 谷田部車庫
- ■ 関東鉄道バス 80系統 農林団地循環
- ■ つくバス南部シャトル 上り つくばセンター
- ■ つくバス南部シャトル 下り 茎崎窓口センター

道路
- 国道408号（牛久学園通り） - 観音台東縁部を通る。
- 農林連絡道路（農林さくら通り） - 観音台の中央を通る[4]。約1.5kmにわたってサクラの木（樹種はソメイヨシノ・ヤマザクラなど）が続く[4]。
- 飛行場橋 - 航空隊本部と飛行場を結んでいた道路の名残で、常磐自動車道をまたいでいる[8]。

## 施設
一丁目
- つくば市消防本部南消防署
- 日本触媒筑波地区研究所
- ファナック筑波支店
- 古河機械金属素材総合研究所・技術研究所
- 久光製薬筑波研究所
- 羽成公園

二丁目
- 農研機構
- 農林水産技術会議事務局筑波事務所

三丁目
- 農研機構